# Arroyo del Tigre (Río Uruguay)
Der Arroyo del Tigre ist ein Fluss in Uruguay.
Er entspringt auf dem Gebiet des Departamento Artigas einige Kilometer westlich der Ortschaft Colonia Palma. Von dort fließt er zunächst in westliche, dann in südwestliche Richtung und mündet als linksseitiger Nebenfluss in den Río Uruguay.